# Suomenniemi
Suomenniemi este o fostă comună din Finlanda.